# Formatge de pasta premsada no cuita
El formatge de pasta premsada no cuita és el tipus de formatge que es premsa durant l'emmotllament per eliminar el sèrum al màxim, i després es deixa reposar per la seva maduració. Durant el procés no es realitza cap procés de reescalfament com es fa en el formatge de pasta premsada cuita. Inclou una gran varietat de formatges, amb diferent mida, aparença de la pell, etc.
En el procés de coagulació, la temperatura es manté entre 32 i 36 °C durant un temps de 30 a 45 minuts, en general. La quallada obtinguda no pot drenar espontàniament i se sotmet a tractaments físics que l'acceleren i l'intensifiquen. La quallada es talla en grànuls de la mida d'un gra d'arròs a la d'una avellana d'acord amb el formatge, i després es remou en un tanc (de 30 a 90 minuts) per eliminar la part del sèrum. El premsat pot ser curt i suau com en una tetilla gallega, una nata de Cantàbria, o un port-salut francès; o intens, com en un manxego o un gouda holandès.
Aquesta família formatgera, que es troba en tots els països formatgers del món, és la més àmplia i estesa i es produeix amb totes les llets, fins i tot les seves mescles, i en totes les formes i mides imaginables. Són els de consum quotidià a qualsevol hora, i de
gran versatilitat gastronòmica i culinària.
Exemples no industrials d'aquest tipus de formatge: 
- Abbaye du Mont des Cats, Nord
- Bethmale, Pirineu
- Cantal, Alvèrnia
- Castelmagno, Cuneo
- Chevrotin, Savoia
- Edam, Països baixos
- Gouda, Països baixos
- Laguiole (formatge), Aubrac
- Manxego, Castella
- Maó, Menorca
- Mimolette, Nord, França
- Morbier, Jurà
- Orval, Bèlgica
- Ossau-iraty, Béarn i País basc
- Provolone, Itàlia
- Raclette, Suïssa
- Reblochon, Savoia
- Salers, Alvèrnia
- Saint-nectaire, Puy-de-Dôme, Alvèrnia
- Trappe Échourgnac, Dordonya
- Tome des Bauges, Savoia
- Tomme de Savoie, Savoia
- Tomme du Jura, Jurà
- Tomme des Pyrénées, Pirineu
- Trappe de Bricquebec, Cotentin